# Bürgerpartei MV die Initiative für Mecklenburg und Vorpommern
Die Bürgerpartei MV die Initiative für Mecklenburg und Vorpommern, kurz BMV, war eine 2002 gegründete Kleinpartei in Mecklenburg-Vorpommern. Sie nahm dort an der Landtagswahl am 22. September 2002 teil und erreichte 2.930 Stimmen (0,3 %). Am 20. Mai 2006 fusionierte sie mit der Partei Bündnis für M-V.

## Bündnis für M-V
Das Bündnis für M-V wurde am 5. November 2005 durch mehrere kommunale Mandatsträger gegründet. Erster Vorsitzender war Klaus-Dieter Gabbert. Bei der Landtagswahl in Mecklenburg-Vorpommern 2006 war das Ex-PDS-Mitglied Sybille Bachmann Spitzenkandidat der Partei. Die Partei erreichte 3.547 Stimmen (0,4 %).
Aus dem Bündnis für M-V heraus entstand die Landesvereinigung Mecklenburg-Vorpommern der Freien Wähler. Diese erreichte bei der Landtagswahl 2011 7.782 Stimmen (1,1 %).